# Зайцев, Михаил Алексеевич (Герой Социалистического Труда)
Михаил Алексеевич Зайцев (5 августа 1930, село Константиновка, Денисовский район, Кустанайская область, Казахская ССР — 14 марта 2011, село Фрунзе, Денисовский район, Костанайская область, Казахстан) — бригадир совхоза «Путь к коммунизму» Орджоникидзевского района Кустанайской области, Казахская ССР. Герой Социалистического Труда (1967).

## Биография
Родился в 1930 году в крестьянской семье в селе Константиновка современного Денисовского района. С 1944 года трудился рабочим на Красноармейской машинно-тракторной станции в селе Красноармейское Орджоникидзевского района. В последующем проходил срочную службу в армии, по возвращении из которой трудился бригадиром тракторной бригады в колхозе «Путь к коммунизму» Орджоникидзевского района.
В 1964—1966 года бригада под его руководством собрала в среднем с каждого гектара по 14,6 центнера зерновых при выработке с каждого условного трактора 763 гектаров при плановых 447 гектаров. Указом Президиума Верховного Совета СССР от 19 апреля 1967 года удостоен звания Героя Социалистического Труда за «достигнутые успехи в увеличении производства и заготовок зерна в 1966 году» с вручением ордена Ленина и золотой медали «Серп и Молот» (№ 14948).
Трудился в совхозе до выхода на пенсию. Проживал в селе Фрунзе Денисовского района. С 1990 года — персональный пенсионер союзного значения. Умер в марте 2011 года.